# Liberty (Texas)
Liberty ist eine Stadt im US-Bundesstaat Texas in den Vereinigten Staaten und der Verwaltungssitz des Liberty County. Das U.S. Census Bureau hat bei der Volkszählung 2020 eine Einwohnerzahl von 8.279 ermittelt.

## Geschichte
Liberty ist die drittälteste neugegründete Stadt des Bundesstaates, sie wurde 1831 am Ufer des Trinity River gegründet. Die Stadt verfügt auch über eine Kopie der Liberty Bell aus Philadelphia in Pennsylvania.

## Demografie
Nach der einer Schätzung von 2019 leben in Liberty 9314 Menschen. Die Bevölkerung teilt sich auf in 73,9 % Weiße, 9,4 % Afroamerikaner, 1,1 % amerikanische Ureinwohner, 0,6 % Asiaten und 0,7 % mit zwei oder mehr Ethnizitäten. Hispanics oder Latinos aller Ethnien machten 27,7 % der Bevölkerung von Liberty aus. Das mittlere Haushaltseinkommen lag bei 58.057 US-Dollar und die Armutsquote lag bei 5,9 % der Bevölkerung.
| Jahr | Einwohner¹ |
| ---- | ---------- |
| 1950 | 4163       |
| 1960 | 6127       |
| 1970 | 5591       |
| 1980 | 7945       |
| 1990 | 7733       |
| 2000 | 8033       |
| 2010 | 8397       |
| 2020 | 8279       |

¹ 1950 – 2020: Volkszählungsergebnisse

## Infrastruktur
Der Liberty Municipal Airport, ein Flughafen für die allgemeine Luftfahrt, liegt etwa sechs Meilen östlich von Liberty.

## Persönlichkeiten
- Bill Dodd (1909–1991), Politiker
- Bobby Seale (* 1936), Bürgerrechtler